# Landtagswahl in Schleswig-Holstein 1992
- SPD: 45
- SSW: 1
- FDP: 5
- CDU: 32
- DVU: 6

- Regierung: 45
- Opposition: 44

Die Landtagswahl in Schleswig-Holstein am 5. April 1992 fand parallel zur Landtagswahl in Baden-Württemberg statt.

## Vorherige Landtagswahl
Die vorherige Landtagswahl vom 8. Mai 1988 stand ganz unter dem Einfluss der Barschel-Affäre, in deren Folge die CDU nach 38 Jahren die Regierungsmehrheit verloren hatte und in die Opposition ging. Demgegenüber hatte die SPD unter Björn Engholm mit 54,8 Prozent der abgegebenen Stimmen die absolute Mehrheit erzielt.
Engholm wurde am 31. Mai 1988 zum ersten sozialdemokratischen Ministerpräsidenten Schleswig-Holsteins seit 1950 gewählt.
FDP und die Grünen hatten mit 4,4 bzw. 2,9 Prozent der Stimmen den Einzug in den Landtag verfehlt, lediglich der von der Fünf-Prozent-Hürde befreite SSW war mit einem Abgeordneten, Karl Otto Meyer, im Landtag vertreten.

## Spitzenkandidaten
Für die SPD trat erneut der 1991 zum Bundesvorsitzenden seiner Partei gewählte Ministerpräsident Björn Engholm an. Für die CDU trat der parlamentarische Staatssekretär im Bundesministerium der Verteidigung, Ottfried Hennig, an.

## Ergebnis
Wahlberechtigte: 2.091.342
Wähler: 1.500.410 (Wahlbeteiligung: 71,74 %)
Gültige Stimmen: 1.487.909
| Partei         | Stimmen   | Anteil in % | Direkt- man- date | Sitze |
| -------------- | --------- | ----------- | ----------------- | ----- |
| SPD            | 687.427   | 46,20       | 45                | 45    |
| CDU            | 503.510   | 33,84       |                   | 32    |
| DVU            | 93.295    | 6,27        |                   | 6     |
| FDP            | 82.963    | 5,58        |                   | 5     |
| GRÜNE          | 74.014    | 4,97        |                   |       |
| SSW            | 28.245    | 1,90        |                   | 1     |
| REP            | 18.225    | 1,23        |                   |       |
| Einzelbewerber | 230       | 0,02        |                   |       |
| Total          | 1.487.909 |             | 45                | 89    |

Die SPD hatte 7 Überhangmandate. Die CDU erhielt 5, FDP und DVU je ein Ausgleichsmandat. Dadurch erhöhte sich die Sitzzahl des Landtags von 75 auf 89.
Die SPD sackte um 8,6 Prozentpunkte ab, erreichte aber mit 46,2 Prozent der abgegebenen Stimmen eine hauchdünne absolute Mehrheit der Sitze im Landtag (45 von 89 Mandaten). Diese Mandatsmehrheit wurde unter anderem dadurch möglich, dass die Grünen mit 4,97 Prozent der Stimmen den Einzug in den Landtag sehr knapp verfehlten.
Von den Verlusten der SPD konnte die CDU nicht profitieren: Mit einem Stimmenanteil in Höhe von 33,8 Prozent legte sie nur einen halben Prozentpunkt zu. Die FDP, 1988 mit 4,4 Prozent der Stimmen nicht im Landtag vertreten, kehrte diesmal mit 5,6 Prozent der Stimmen in den Landtag zurück. Der SSW, als Partei der dänischen Minderheit von der Sperrklausel befreit, konnte mit 1,9 Prozent der Stimmen auch weiterhin einen Abgeordneten, wiederum den Abgeordneten Meyer, in den Landtag entsenden.
Für bundesweites Aufsehen sorgte das Abschneiden der rechtsextremen DVU, die mit 6,3 Prozent der Stimmen als drittstärkste Kraft in den Landtag einzog.

## Resultat
Auf Grund des Umstands, dass die SPD trotz der Verluste eine Alleinregierung bilden konnte, wurde Björn Engholm als Ministerpräsident wiedergewählt.